# Réseau routier de la Haute-Garonne
Cet article présente l'histoire, les caractéristiques et les événements significatifs ayant marqué le réseau routier du département de la Haute-Garonne en France.
Ce réseau routier contribue aux transports dans la Haute-Garonne et aux transports en Occitanie.
Au 31 décembre 2017, la longueur totale du réseau routier du département de la Haute-Garonne est de 16 019 kilomètres, se répartissant en 260 kilomètres d'autoroutes, 73 kilomètres de routes nationales, 6 138 kilomètres de routes départementales et 9 548 kilomètres de voies communales.
Avec 6 138 kilomètres de routes départementales dont 500 se trouvent en montagne, le réseau est en 2018 le quatrième le plus long du pays.

## Histoire

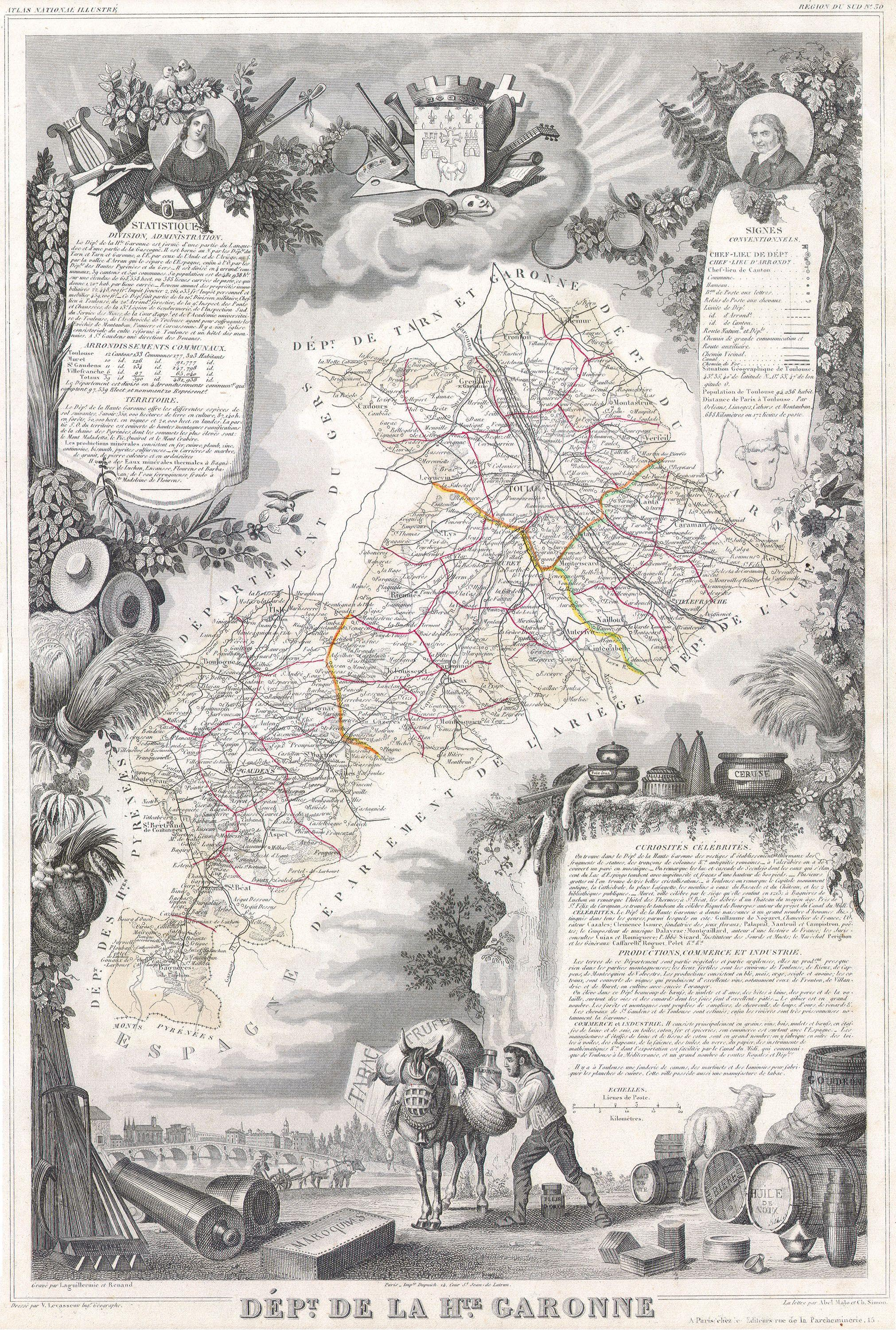
Carte Levasseur du département de la Haute_Garonne (1847)

### XVIIIesiècle
De 1750 à 1784, l’ensemble du réseau routier est pour la première fois cartographié à grande échelle (au 86400e) et de manière complète par Cassini de Thury, à la demande de Louis XV. Ces cartes sont d’une grande richesse toponymique, mais d’une grande pauvreté quant à la figuration du relief et de l’altimétrie. De même, les chemins secondaires sont rarement représentés, du fait d’une part de leur état médiocre, d’autre part de leur faible importance économique.

### XIXesiècle
L’Atlas national illustré réalisé par Victor Levasseur est un précieux témoignage du XIXe siècle, les cartes coloriées à la main sont entourées de gravures indiquant statistiques, notes historiques et illustrations caractéristiques des départements. Sur ces cartes sont représentées les routes, voies ferrées et voies d'eau. Par ailleurs, les départements sont divisés en arrondissements, cantons et communes.

### XXesiècle

#### Réforme de 1930
Devant l'état très dégradé du réseau routier au lendemain de la Première Guerre mondiale et l'explosion de l'industrie automobile, l'État, constatant l'incapacité des collectivités territoriales à remettre en état le réseau routier pour répondre aux attentes des usagers, décide d'en prendre en charge une partie. L'article 146 de la loi de finances du 16 avril 1930 prévoit ainsi le classement d'une longueur de l'ordre de 40 000 kilomètres de routes départementales dans le domaine public routier national.
En ce qui concerne le département de la Haute-Garonne, ce classement devient effectif à la suite du décret du 12 décembre 1930.

#### Réforme de 1972
En 1972, un mouvement inverse est décidé par l'État. La loi de finances du 29 décembre 1971 prévoit le transfert dans la voirie départementale de près de 53 000 kilomètres de routes nationales. Le but poursuivi est :
- d'obtenir une meilleure responsabilité entre l'État et les collectivités locales en fonction de l'intérêt économique des différents réseaux,
- de permettre à l'État de concentrer ses efforts sur les principales liaisons d'intérêt national,
- d'accroître les responsabilités des assemblées départementales dans le sens de la décentralisation souhaitée par le gouvernement,
- d'assurer une meilleure gestion et une meilleure programmation de l'ensemble des voies.

Le transfert s'est opéré par vagues et par l'intermédiaire de plusieurs décrets publiés au Journal officiel. Après concertation, la très grande majorité des départements a accepté le transfert qui s'est opéré dès 1972. En ce qui concerne le département de la Haute-Garonne, le transfert est acté avec un arrêté interministériel publié au journal officiel le 17 décembre 1972.

### XXIesiècle

#### Réforme de 2005
Une nouvelle vague de transferts de routes nationales vers les départements intervient avec la loi du 13 août 2004 relative aux libertés et responsabilités locales, un des actes législatifs entrant dans le cadre des actes II de la décentralisation où un grand nombre de compétences de l'État ont été transférées aux collectivités locales. Dans le domaine des transports, certaines parties des routes nationales sont transférées aux départements et, pour une infime partie, aux communes (les routes n'assurant des liaisons d'intérêt départemental).
Le décret en Conseil d’État définissant le domaine routier national prévoit ainsi que l’État conserve la propriété de 8 000 kilomètres d’autoroutes concédées et de 11 800 kilomètres de routes nationales et autoroutes non concédées et qu'il cède aux départements un réseau de 18 000 kilomètres.
Dans le département de la Haute-Garonne, le transfert est décidé par arrêté préfectoral signé le 23 décembre 2005. 224 kilomètres de routes nationales sont déclassées. La longueur du réseau routier national dans le département passe ainsi de 283 kilomètres en 2004 à 72 en 2006 pendant que celle du réseau départemental s'accroît de 6 433 à 6 658 kilomètres.

#### Déclassement de 2017
En 2017, 500 kilomètres de routes départementales sont déclassées et deviennent routes métropolitaines.

## Caractéristiques
Environ 67 000 arbres se trouvent le long du réseau routier de Haute-Garonne.

### Consistance du réseau
Le réseau routier comprend cinq catégories de voies : les autoroutes et routes nationales appartenant au domaine public routier national et gérées par l'État, les routes départementales appartenant au domaine public routier départemental et gérées par le Conseil général de la Haute-Garonne et les voies communales et chemins ruraux appartenant respectivement aux domaines public et privé des communes et gérées par les municipalités. Le linéaire de routes par catégories peut évoluer avec la création de routes nouvelles ou par transferts de domanialité entre catégories par classement ou déclassement, lorsque les fonctionnalités de la route ne correspondent plus à celle attendues d'une route de la catégorie dans laquelle elle est classée. Ces transferts peuvent aussi résulter d'une démarche globale de transfert de compétences d'une collectivité vers une autre.
Au 31 décembre 2011, la longueur totale du réseau routier du département de la Haute-Garonne est de 15 869 kilomètres, se répartissant en 260 kilomètres d'autoroutes, 73 kilomètres de routes nationales, 6 631 kilomètres de routes départementales et 8 905 kilomètres de voies communales.
Il occupe ainsi le 15e rang au niveau national sur les 96 départements métropolitains quant à sa longueur et le 15e quant à sa densité avec 2,5 kilomètres par km2 de territoire.
Trois grandes réformes ont contribué à faire évoluer notablement cette répartition : 1930, 1972 et 2005.
L'évolution du réseau routier entre 2002 et 2017 est présentée dans le tableau ci-après.
|                        | 2002   | 2003   | 2004   | 2005   | 2006   | 2007   | 2008   | 2009   | 2010   | 2011   | 2012   | 2013   | 2014   | 2015   | 2016   | 2017   |
| ---------------------- | ------ | ------ | ------ | ------ | ------ | ------ | ------ | ------ | ------ | ------ | ------ | ------ | ------ | ------ | ------ | ------ |
| Autoroutes             | 256    | 256    | 262    | 261    | 262    | 263    | 261    | 261    | 261    | 260    | 260    | 260    | 260    | 260    | 260    | 260    |
| Routes nationales      | 282    | 282    | 283    | 72     | 72     | 63     | 59     | 74     | 74     | 73     | 73     | 73     | 73     | 73     | 73     | 73     |
| Routes départementales | 6 392  | 6 377  | 6 433  | 6 428  | 6 658  | 6 663  | 6 646  | 6 646  | 6 646  | 6 631  | 6 631  | 6 610  | 6 610  | 6 610  | 6 606  | 6 138  |
| Voies communales       | 8 031  | 8 147  | 8 177  | 8 326  | 8 462  | 8 632  | 8 632  | 8 872  | 8 905  | 8 905  | 9 067  | 9 179  | 9 179  | 9 280  | 9 447  | 9 548  |
| TOTAL                  | 14 961 | 15 062 | 15 155 | 15 087 | 15 454 | 15 621 | 15 598 | 15 853 | 15 886 | 15 869 | 16 031 | 16 122 | 16 122 | 16 223 | 16 386 | 16 019 |

### Autoroutes
- A61, du périphérique Est de Toulouse (fin de la A62 et échangeur avec la A68), au département de l'Aude, sur 46 km.
- A62, du périphérique Est de Toulouse (fin de la A61 et échangeur avec la A68), au département de Tarn-et-Garonne, sur 30 km.
- A64, du périphérique Ouest de Toulouse, au département des Hautes-Pyrénées, sur 99 km.
- A66, de la A61 au niveau de Montesquieu-Lauragais, au département de l'Ariège, sur 26 km.
- A68, du périphérique Est de Toulouse (jonction des A61 et A62), au département du Tarn, sur 46 km.

### Autres voies rapides
Périphérique de Toulouse :
- A620, le périphérique Ouest de Toulouse, qui se raccorde au Nord à la A62 et au Sud à la A61, et est long de 19 km.
- A621, du périphérique Ouest (A620) à l'aéroport de Blagnac, sur 3,5 km. Constitue une partie du Fil d'Ariane.
- A623, du périphérique Ouest (A620) à la ex-RN113 au niveau de Ramonville-St-Agne, sur 1,5 km.
- A624, du périphérique Ouest (A620) à la RN124 au niveau de Colomiers, sur 6,5 km.
- D901, tronçon d'un kilomètre et demi entre la A624 et la A621, constitue l'autre partie du fil d'Ariane en direction de l'aéroport.
- D980, dite rocade Arc-en-Ciel, du nom du logo du conseil général qui l'a financée. Cette seconde rocade au Sud-Ouest de Toulouse relie la A624 à la A64, sur une longueur de 8 km, dont seuls les 5 premiers sont aménagés en voie rapide. Le tronçon manquant nommé Boulevard Eisenhower ne sera finalement pas aménagé en voie rapide[22]. En 2017, avec le passage en responsabilité de Toulouse Métropole, ces cinq kilomètres de voie rapide voient la vitesse maximale harmonisée avec le reste du périphérique toulousain, à 90 km/h, afin de réduire la pollution aux particules fines, et l'accidentologie pour seulement 37 secondes de temps de parcours supplémentaire[23].

Autres :
- A645, relie l'A64 au niveau de Montréjeau à la RN125 à hauteur de Seilhan[24], sur 4,5 km.
- A680, de la A68 à hauteur de Gragnague, à la D112 au niveau de Verfeil, sur 8 km.
- Future A69, vers Castres sur 62 km/h[25].

### Routes nationales
Depuis la réorganisation du réseau routier national en 2006, les routes nationales se limitent à la portion nécessaire :
- N124, route à chaussées séparées de type voie express ou autoroute, de Colomiers (fin de la A624), au département du Gers, sur 10 km.
- N125, route bidirectionnelle, de l' A645 (Seilhan) à l'Espagne (Pont du Roi), sur 31 km, le réseau national étant créé avec une portion de départementale 33 devant être reclassée dans le domaine public routier national[24].
- N224, route bidirectionnelle, de la D902 au niveau de Beauzelle, au département du Gers. Ce tronçon de l'Itinéraire à Grand Gabarit, destiné au transport des pièces de l'Airbus A380, mesure 21 km.

### Routes départementales
En 2020, la Haute-Garonne, compte 6 148 kilomètres de routes départementales bidirectionnelles; les deux tiers de ce réseau sont constitués de routes assez peu fréquentées, relativement étroites, dont les caractéristiques techniques et les multiples accès, agricoles, ou domestiques, les arrêts de transport scolaire ne sont pas compatibles avec une limitation de vitesse de 90 km/h.
1 600 km du réseau structurant et de maillage sont des routes plus larges et plus fréquentées avec 373 kilomètres de sections de plus de 5 kilomètres. Ces sections ne peuvent pas être limitées à 90 km/h en raison de transports en commun, de carrefours non aménagés ou d'accès riverains, ou de glissières de sécurité "non compatibles" .

#### Anciennes Nationales
Ces routes nationales ont été déclassées vu leur nature secondaire dans le réseau moderne.
- ex-RN20, arrivant de Tarn-et-Garonne au Nord, traversant Toulouse, pour aboutir en Ariège au Sud après 70 km. Son déclassement s'explique par le doublement de son itinéraire au Nord de Toulouse par la A62, et au Sud par les A61 puis A66 en direction de Pamiers.
- ex-RN88, partant de Toulouse pour aboutir au Nord-Est au département du Tarn après 27 km. Déclassée car longeant la A68.
- D112, ancien tronçon de la RN112 déclassé en 1972, et reliant Toulouse au Tarn sur 26 km.
- D117, ancien tronçon de la RN117 déclassé en 1972, lorsque le tracé de cette dernière a été modifié pour se diriger vers Toulouse. Elle relie Saint-Martory à l'Ariège en 14 km.
- ex-RN113, partant de Toulouse pour aboutir dans l'Aude après 42 km, au Seuil de Naurouze. Son déclassement s'explique par le doublement de son itinéraire par la A61.
- ex-RN117, partant de l'ex-RN20 à Pinsaguel, traversant Muret et Saint-Gaudens pour aboutir dans les Hautes-Pyrénées 97 km plus tard. 35 km font partie intégrante de la A64, qu'elle longe sur le reste de son trajet, expliquant son déclassement.
- ex-RN126, partant de Toulouse pour aboutir à l'Est au département du Tarn après 31 km. Le tronçon haut-garonnais a été déclassé pour être remplacé à terme par le prolongement de la A680 en direction de Castres. La A680 rejoindra alors la RN126, restée nationale dans sa partie tarnaise.
- D618, ancienne RN618 déclassée en 1972. Traversant les Pyrénées d'Ouest en Est, elle est constituée de deux tronçons en Haute-Garonne:
     - Col de Peyresourde → Col du Portillon (frontière espagnole) via Bagnères-de-Luchon en 25 km;
     - Chaum (RN125) → Ariège peu après le Col de Portet-d'Aspet en 31 km.
- D622, ancienne RN622 déclassée en 1972. Relie la A64 (Capens) au Tarn via Auterive, Nailloux, Villefranche-de-Lauragais et Revel en 80 km.
- D624, ancienne RN624 déclassée en 1972. Relie la D622, à quelques kilomètres de Revel, au département de l'Aude en 3 km.
- D626, ancienne RN626 déclassée en 1972. Traverse la Haute-Garonne d'Ouest en Est, depuis le Gers jusqu'en Ariège, via Carbonne, en 32 km. Sur certains tronçons, porte le N° D626B.
- D627, ancienne RN627 déclassée en 1972. Son parcours, de la A64 (Carbonne) à l'Ariège via Rieux et Montesquieu-Volvestre, mesure 26 km.
- D628, ancienne RN628 déclassée en 1972. Son parcours de Montesquieu-Volvestre à l'Ariège ne mesure que 2 km.
- D629, ancienne RN629 déclassée en 1972, relie Revel au Tarn en seulement 3 km.
- D630, ancienne RN630 déclassée en 1972, joint le Tarn-et-Garonne au Tarn après Buzet-sur-Tarn en 21 km.
- D632, ancienne RN632 déclassée en 1972, et reliant Toulouse au Gers sur un premier tronçon de 35 km, puis le Gers aux Hautes-Pyrénées sur un second tronçon de 20 km, peu après Boulogne-sur-Gesse.
- D633, ancienne RN633 déclassée en 1972, et intégralement située en Haute-Garonne. Relie l'ex-RN117 (Montréjeau) à Boulogne-sur-Gesse en 29 km.
- D635, ancienne RN635 déclassée en 1972, et intégralement située en Haute-Garonne. Relie l'ex-RN117 (Boussens) à Boulogne-sur-Gesse via Aurignac en 32 km.
- D638, ancienne RN638 déclassée en 1972, relie l'ex-RN117 Montréjeau aux Hautes-Pyrénées en seulement 2 km.
- D999, ancienne RN99 déclassée, relie le Tarn-et-Garonne au Tarn en seulement 2 km, au niveau de la commune de Le Born.

#### Autres Départementales principales
| Numéro                | Type             | De                                | Dessert                                                                    | A                                      | Longueur |
| --------------------- | ---------------- | --------------------------------- | -------------------------------------------------------------------------- | -------------------------------------- | -------- |
| D2                    | Bidirectionnelle | D622 à Vaux                       | Labastide-Beauvoir, Saint-Orens-de-Gameville, Toulouse, Blagnac, Grenade   | D26 à Aucamville (Tarn-et-Garonne)     | 64 km    |
| D4                    | Bidirectionnelle | D13 à Orgueil (Tarn-et-Garonne)   | Fronton, Bruguières, Toulouse, Lacroix-Falgarde, Saint-Sulpice-sur-Lèze    | D919 à Lézat-sur-Lèze (Ariège)         | 70 km    |
| D5                    | Bidirectionnelle | D618 à Sengouagnet                | Aspet, Miramont de Comminges, Saint-Gaudens, Boulogne sur Gesse (par D635) | D635 à Montgaillard-sur-Save           | 42 km    |
| D8                    | Bidirectionnelle | D10 à Saint-Julien-sur-Garonne    | Le Fousseret, Aurignac, Saint-Gaudens                                      | A645/N125/D8ᴴ à Seilhan                | 63 km    |
| D9                    | Bidirectionnelle | D618 à Antichan-de-Frontignes     | Valentine, Saint-Gaudens, Blajan (par D633), Boulogne sur Gesse            | D128 à Mont-d'Astarac (Gers)           | 42 km    |
| D14                   | Bidirectionnelle | D4 à Saint-Alban                  | Gratentour, Cépet, Villemur-sur-Tarn                                       | D999 à Le Born                         | 35 km    |
| D17                   | Bidirectionnelle | D49 à Grisolles (Tarn-et-Garonne) | Grenade, N224, Gers (D9), L'Isle-en-Dodon, Blajan                          | D24 à Uglas (Hautes-Pyrénées)          | 25+47 km |
| D20                   | Bidirectionnelle | D29 à Ondes                       | Saint-Jory, Gragnague, Verfeil                                             | RN126 à Teulat (Tarn)                  | 40+1 km  |
| D33                   | Bidirectionnelle | N125 à Valcabrère                 | Rive droite de la Garonne                                                  | N125 à Chaum                           | 14 km    |
| D45                   | Bidirectionnelle | D29 à Castelnau-d'Estrétefonds    | Les alentours de Villeneuve-lès-Bouloc, Cépet, Gargas, Bazus               | D32 à Gragnague                        | 21 km    |
| D125                  | Bidirectionnelle | N125 à Chaum                      | Bagnères-de-Luchon                                                         | Hospice de France (Bagnères-de-Luchon) | 29 km    |
| D902 ou (Voie Lactée) | Autoroutière     | A621 (Fil d'Ariane) à Blagnac     | AéroConstellation                                                          | D2 à Beauzelle                         | 5,5 km   |

### Routes de montagnes
La Haute-Garonne dispose du quatrième réseau routier départemental national, constitué de 6 700 km de routes départementales dont 500 km de montagne.

## Réalisations ou événements récents
Cette section a pour objet de recenser les événements marquants concernant le domaine de la Route dans le département de la Haute-Garonne depuis 1990. Seront ainsi citées les déclarations d’utilité publique, les débuts de travaux et les mises en service. Seuls les ouvrages les plus importants soit par leur coût soit par leur impact (déviation de bourgs) seront pris en compte. De même il est souhaitable de ne pas recenser les projets qui n’ont pas encore fait l’objet d’une déclaration d’utilité publique.
Déviation de Saint-Béat (ex RN-125)
Le tunnel de Saint-Béat, situé en Haute-Garonne a été creusé à l'occasion des travaux de déviation entre Saint-Béat et Arlos.
Le tunnel a une longueur de 1000 mètres (1011 creusé, 1100 couverte); le pont d’Arlos est un ouvrage d'une longueur de 270 mètres ; ces travaux sont financés par l’Etat, le Conseil régional Midi-Pyrénées et le Conseil général de la Haute-Garonne.
Une fois le tunnel achevé, il sera possible de le connecter à des routes en deux fois deux-voies pour le relier à la RN 125 de manière à fournir un itinéraire aux voitures et poids-lourds qui servira de déviation des villages de Saint-Béat et d'Arlos.
L'ouverture de la route initialement prévue en 2024 est retardée d'une année pour ouvrir en 2026 en raison de la présence d'ardoisière qui conduit à dynamiter quasiment quelque centaine de milliers de mètres cubes de montagne.
Ces travaux s'inscrivent dans l'axe Toulouse-Saragosse-Madrid par le Val d'Aran.
Au cours des travaux, la route nationale 125 (France) est transférée à des collectivités locales.
Nord du département
Existe également dans le nord du département:
- un projet dans le périmètre métropolitain: Jonction Est du Périphérique de Toulouse
- un chantier dans le périmètre des routes nationales concédées: Autoroute A680 (France) et Autoroute A69.

## Sécurité et accidents
La Haute-Garonne est un département contrasté, avec plaines, coteaux et montagnes également traversé sur 200 kilomètres par la Garonne. Le département à un profile plutôt urbain au nord et plus rural au sud.
La Haute-Garonne a été classifiée dans la famille des 14 départements monopolarisés. Avec 40 tués par millions d'habitant, son score est meilleurs que la famille (44) ou que la France métropolitaine (47).
L'accidentalité moyenne en Haute-Garonne est issue d'une composition composite : 
- la mortalité en métropole est comme dans les autres métropoles françaises relativement plus faible ;
- la mortalité hors métropole est plus élevée, à la manière des départements avoisinants.

| Zone                                                    | Année     | Population  | Tués   | Tués/population      |
| ------------------------------------------------------- | --------- | ----------- | ------ | -------------------- |
| Haute-Garonne                                           | 2012-2016 | 1,3 million | 51     | 37                   |
| Métropole de Toulouse                                   | 2012-2016 | 760 127     | 12     | 17                   |
| Hors métropole toulousaine                              | 2016      | 588 000     | 49     | 66                   |
| Haute-Garonne                                           | 2017      |             | 53     |                      |
| Haute-Garonne                                           | 2018      |             | 53     |                      |
| Haute-Garonne (provisoire)                              | 2019      |             | 63     |                      |
| Métropole de Toulouse                                   | 2015-2019 | 794 293     | 6 à 18 | 16 (dont 36% de 2RM) |
| Haute-Garonne                                           | 2020      |             | 53.    | 39                   |
| Routes départementales, hors métropole toulousaine      | 2020      |             | 23     |                      |
| Hors routes départementales, hors métropole toulousaine | 2020      |             | 12     |                      |

61% des présumés responsables appartiennent à une catégorie socio-professionnelle (CSP) active.

### Type d'usagers accidentés
| Pour des raisons techniques, il est temporairement impossible d'afficher le graphique qui aurait dû être présenté ici. | Pour des raisons techniques, il est temporairement impossible d'afficher le graphique qui aurait dû être présenté ici. |
| Source gouvernementale.                                                                                                | |

### Type d'usagers tués
| Pour des raisons techniques, il est temporairement impossible d'afficher le graphique qui aurait dû être présenté ici. |
| Source gouvernementale pour 2012 et 2014.                                                                              |
| Source départementale pour 2019                                                                                        |

#### Usagers motorisés tués
| Pour des raisons techniques, il est temporairement impossible d'afficher le graphique qui aurait dû être présenté ici. |
| Source gouvernementale pour 2012 et 2014.                                                                              |
| Source départementale pour 2019                                                                                        |

Sur 18 motards tués, 16 concernent une moto de plus de 125 cm3 et 2 concernent un scooter entre 50 et 125 cm3. Parmi les causes d'accidents, la vitesse excessive intervient dans 7 accidents ; 6 motards se sont tués seuls ; 3 accidents sont liés à une manœuvre dangereuse effectuée par le motard ; 3 sont liées à l’absorption d'alcool par le motard ; un motard n'avait pas attaché son casque.

#### Usagers vulnérables tués
| Pour des raisons techniques, il est temporairement impossible d'afficher le graphique qui aurait dû être présenté ici. |
| Source gouvernementale pour 2012 et 2014.                                                                              |
| Source départementale pour 2019                                                                                        |

L'année 2018 se solde par le décès de 14 piétons et 8 cyclistes (soit 22 sur 12 mois, presque 2 par mois), l'année 2019 s'achève avec un bilan de 10 piétons et 5 cyclistes tués (environ 1,25 tués par mois).
Dans les deux derniers mois de 2019, il est recensé au moins trois accidents mortels de piétons (Cazères, Villefranche-de-Lauragais ou Auterive).
À la date du 6 février 2020, il est décompté au moins quatre décès de personnes vulnérables sur le réseau.

### Usagers blessés
| Pour des raisons techniques, il est temporairement impossible d'afficher le graphique qui aurait dû être présenté ici. |
| Source gouvernementale.                                                                                                |

## Sources
- Cartes de Cassini : site de Gallica,